# Titularbistum Forconium
Forconium (ital.: Forconio) ist ein Titularbistum der römisch-katholischen Kirche. 
Es geht zurück auf einen Bischofssitz in der antiken Stadt Forconium (auch Furconium) im Gebiet der Vestiner in der heutigen italienischen Region Abruzzen. Das ursprüngliche Bistum ging im Jahr 1256 im Erzbistum L’Aquila auf.
| Titularbischöfe von Forconium |                           |                                               |                    |                    |
| Nr.                           | Name                      | Amt                                           | von                | bis                |
| 1                             | Francesco Amadio          | Weihbischof in Valva e Sulmona (Italien)      | 11. April 1967     | 29. Januar 1972    |
| 2                             | Paul Ri Moun-hi           | Weihbischof in Daegu (Südkorea)               | 19. September 1972 | 5. Januar 1985     |
| 3                             | Alejandro Figueroa Medina | Weihbischof in Barinas (Venezuela)            | 12. März 1986      | 21. Februar 1995   |
| 4                             | Óscar Urbina Ortega       | Weihbischof in Bogotá (Kolumbien)             | 8. März 1996       | 9. November 1999   |
| 5                             | Jonas Kauneckas           | Weihbischof in Telšiai (Litauen)              | 13. Mai 2000       | 5. Januar 2002     |
| 6                             | Alain Harel               | Apostolischer Vikar von Rodrigues (Mauritius) | 31. Oktober 2002   | 10. September 2020 |
| 7                             | Robert Chrząszcz          | Weihbischof in Krakau (Polen)                 | 11. November 2020  |                    |